# Paradiso - Canto trentesimo

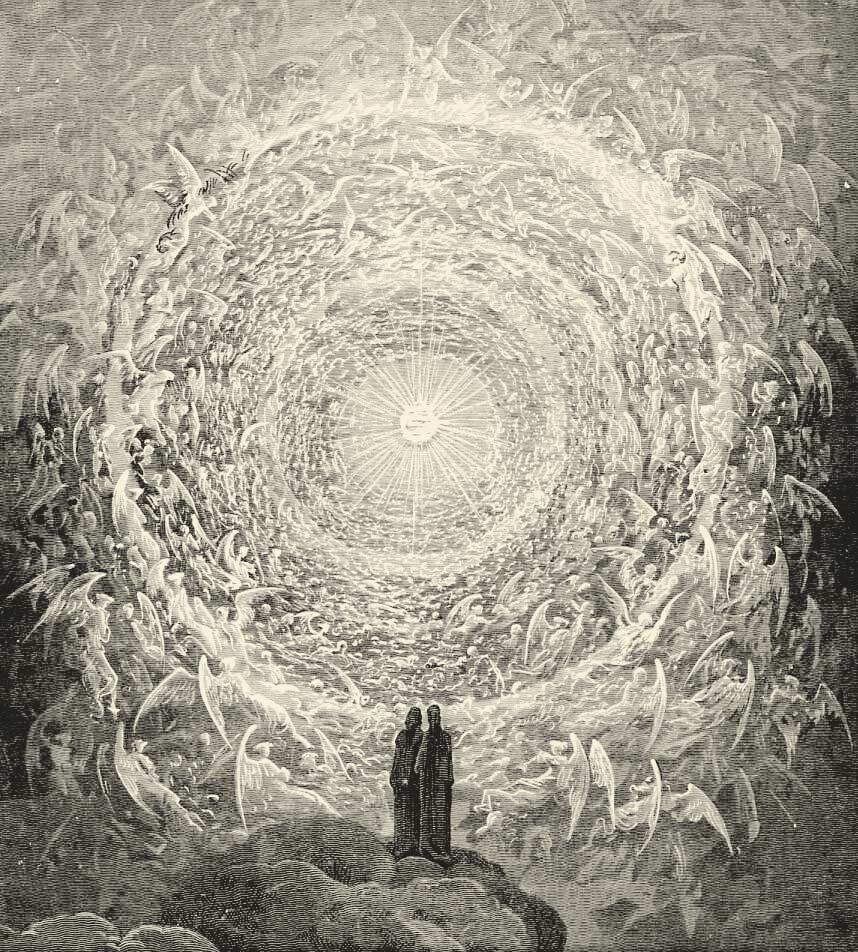
Dante e Beatrice contemplano l'Empireo, illustrazione di Gustave Doré

Il canto trentesimo del Paradiso di Dante Alighieri si svolge nell'Empireo, ove risiedono Dio, gli angeli e tutti i beati; siamo nella notte del 14 aprile 1300, o secondo altri commentatori del 31 marzo 1300.

## Incipit

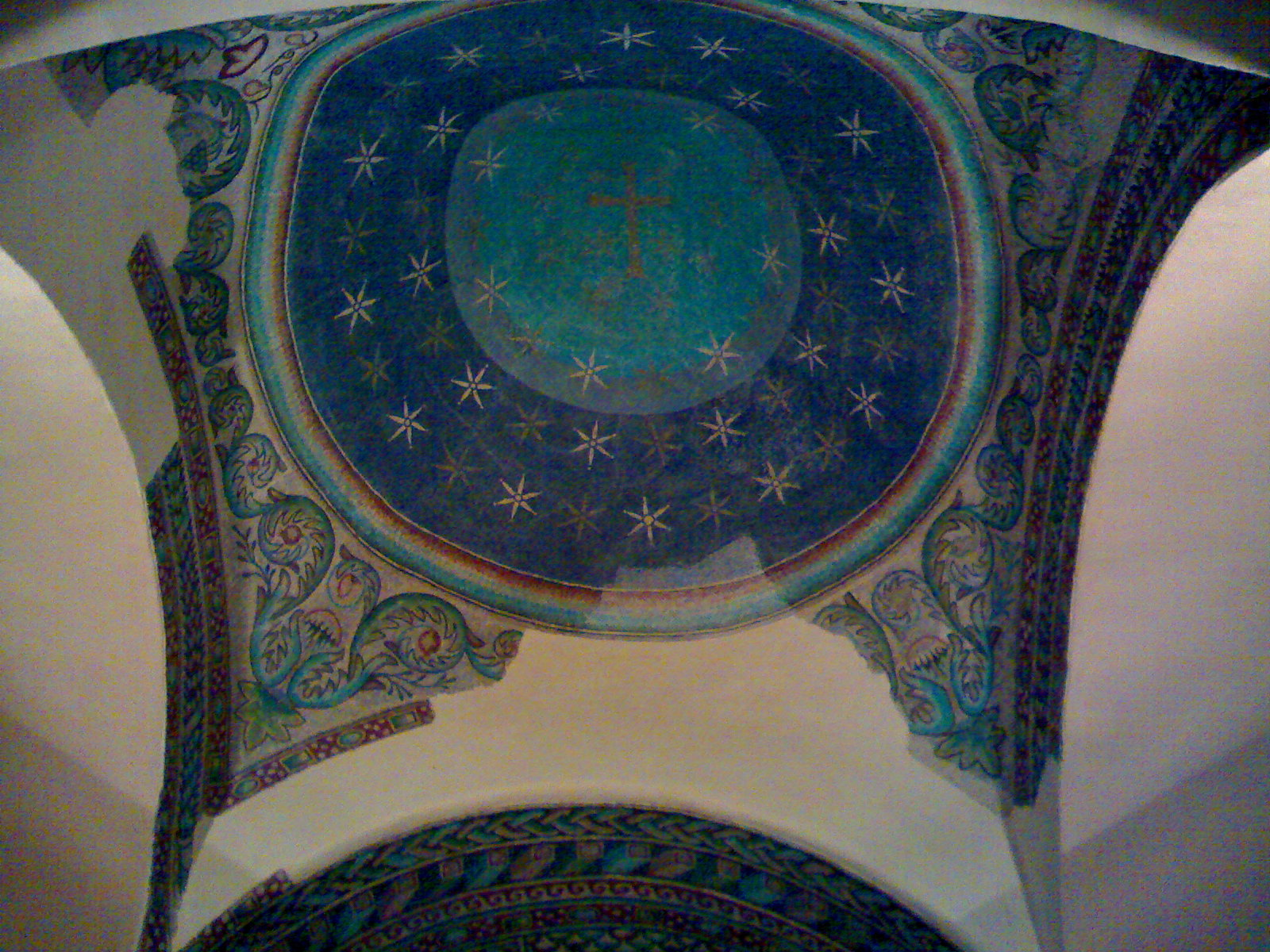
Empireo, Mosaico del V secolo nella Chiesa di S. Maria della Croce a Casarano

(Anonimo commentatore dantesco del XIV secolo)

## Riassunto del canto
All'inizio del canto tutto ciò che circonda Dante e Beatrice scompare, compresi i nove Cori angelici. Allora il poeta si rivolge a fissare l'espressione dell'amata, rimanendone per l'ennesima volta estasiato. Beatrice gli spiega che sono ascesi dal Primo Mobile all'Empireo vero e proprio. Dante ha di nuovo difficoltà a vedere per la forte luce ma Beatrice continua la spiegazione parlando delle due milizie di Dio, gli angeli e i beati, che appariranno a lui con la forma corporea che riprenderanno dopo il Giudizio Universale.
Pian piano il poeta riacquista la vista e si accorge di averla potenziata e resa capace di sopportare anche la luce più intensa e fulgida. Così il suo sguardo si sofferma su un fiume luminoso che scorre fra due rive di fiori. Beatrice spiega a Dante che egli non può coglierne ancora l'aspetto verace, essendo la sua vista ancora umana. Ben presto il fiume si rivelerà non altro che il cerchio della Candida Rosa ("il convento delle bianche stole"), sede dei Beati, e i fiori si riveleranno essere gli angeli. Dante vede anche il seggio già predisposto per l'imperatore Arrigo VII. Il canto si chiude con un'ultima deplorazione del disordine terreno.

## Temi e contenuti

### La similitudine astronomica iniziale - vv. 1-15
Come via via svaniscono alla vista degli uomini le stelle, man mano il sole invade il cielo di mattina, così alla vista di Dante stinge il trionfo degli angeli.
Perciò, mentre a circa seimila miglia lontano da noi c'è il caldo del mezzogiorno ("ci ferve l'ora sesta" v.2), e la Terra, illuminata dal Sole che sorge, getta un'ombra che è quasi adagiata sull'orizzonte astronomico("letto piano" v.3), l'aria del nostro cielo si rischiara così che nessuna stella si vede più fino alla Terra, che è il fondo dell'universo.
Ai primissimi albori della luce del giorno, le stelle meno lucenti cominciano a scomparire; man mano che avanza l'aurora, ancella del sole, scompaiono poi anche le più lucenti. È come se il cielo notturno si chiudesse a poco a poco:
«e come vien la chiarissima ancella

del sol più oltre, così il ciel si chiude

di vista in vista infino alla più bella».

(vv. 7-9)
Sicché il non veder più nulla nel cielo, e insieme l'amore che egli ha per la sua donna, costringono il poeta a volgere nuovamente lo sguardo a questa.

### Rinnovata bellezza di Beatrice - vv.16-33
Se tutto quanto detto finora per Beatrice fosse adunato in una lode sola, non basterebbe al compito di elogiarla adeguatamente: la sua accresciuta bellezza trascende le facoltà umane. "Da questo punto - dice Dante - mi concedo vinto più che mai altro poeta da alcun punto del suo tema. Da quando l'ho vista la prima volta, in terra, fino a qui ho sempre potuto cantarla; ma ormai conviene desistere, come artista giunto al limite delle sue capacità".

### L'Empireo - vv. 34-54
Bella così come Dante la lascia da celebrare ad artista maggiore di lui, Beatrice gli dice:
«...Noi siamo usciti fore

del maggior corpo, al ciel ch' è pura luce:

luce intellettual, piena d'amore;

amor di vero ben, pien di letizia;

letizia che trascende ogne dolzore»

(vv. 38-42)
Dante e Beatrice sono entrati nel corpo immateriale dell'Empìreo.Dante tra poco vedrà gli angeli e i beati, che appariranno col loro corpo come nel giorno del giudizio, e che costituiscono "l'una e l'altra milizia di paradiso"(v.43). Una luce improvvisa abbaglia Dante: questo è il saluto con cui Dio accoglie i nuovi arrivati per disporli a sostenere la sua luce. Allo stesso modo, in terra, un improvviso lampo impedisce all'occhio di vedere, cioè isola l'occhio stesso dall'azione che altri oggetti, anche più luminosi del lampo, potrebbero avere su esso. (Il lampo abbaglia l'occhio dividendo - disgregando - tra loro le varie facoltà visive - spiriti - , che nella loro unione danno all'occhio la sua capacità di vedere).

### Il fiume di luce - vv. 55-81
Infatti, acquistata sovrumana potenza visiva, Dante vede tra due rive fiorite un fiume di luce, da cui escono faville vive e penetrano nei fiori delle rive e poi riprofondano nel miro gurge (v. 68), nella massa densa della luce, nello splendente gorgo, mentre altre faville, con moto incessante ne escono:
«E vidi lume in forma di rivera

fluvido di fulgore, intra due rive

dipinte di mirabil primavera.

Di tal fiumana uscian faville vive,

e d'ogni parte si mettìen nei fiori,

quasi rubin che oro circunscrive.

Poi, come inebriate dagli odori,

riprofondavan sé nel miro gurge;

e s' una intrava, un'altra n'uscia fori».
Ma, potenziata ancora la vista, Dante scorgerà che la fiumana è divenuta tonda e le faville e i fiori si rivelano Angeli e Beati.

### La rosa celeste - vv. 82-123

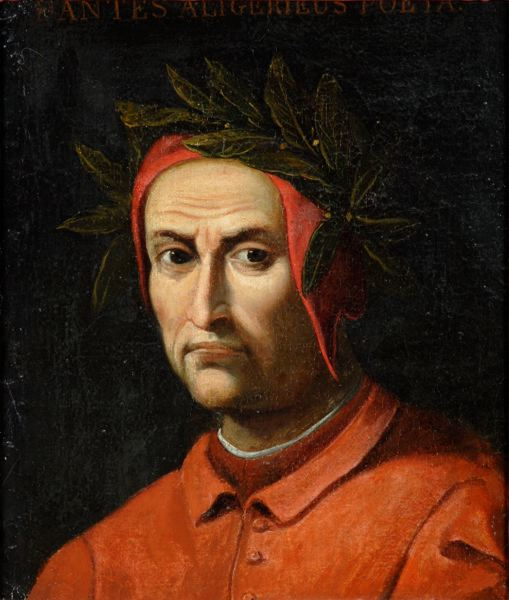
Ritratto di Dante

Il poeta, saputo ciò, si precipita a fissare faville e fiori per distinguere i loro veri aspetti: come un lattante che si svegli molto più tardi della sua ora abituale si precipita a poppare, così fa il Nostro protendendo gli occhi verso l'onda di luce per far «dei suoi occhi migliori specchi». Ecco che l'onda, da lunga che era, è divenuta tonda; anche gli angeli e i beati appaiono a Dante nel loro vero aspetto, come gente mascherata che deponga la finta sembianza sotto cui era celata.
«Poi come gente stata sotto larve,

che pare altra che prima, se si sveste

la sembianza non sua in che disparve

così mi si cambiaro in maggior feste

li fiori e le faville, si ch'io vidi

ambo le corti del ciel manifeste».
Alla Grazia, splendore di Dio, che gli ha concesso di vedere l'alto trionfo del regno verace, Dante chiede la capacità di descrivere come lo ha visto. C'è lassù una luce che rende visibile il Creatore alle creature: si estende in forma circolare, più larga del Sole ed è formata da un raggio della luce divina che si riflette sulla superficie convessa del Primo Mobile, che da questo raggio prende la sua vita e la sua potenza.
Intorno alla luce circolare s'innalzano, come in un anfiteatro, innumerevoli soglie, gradinate, dalle quali tutto quello che degli uomini è tornato in cielo, donde era partito - cioè tutti gli uomini che si sono salvati - si specchiano nella luce, allo stesso modo che il pendìo di una collina si specchia in un'acqua che si trovi alla sua estremità inferiore.
Pure la vista di Dante non si smarrisce in quella vastità e altezza, perché lì vicinanza o lontananza non contano: dove Dio governa direttamente, le leggi di natura non contano nulla.

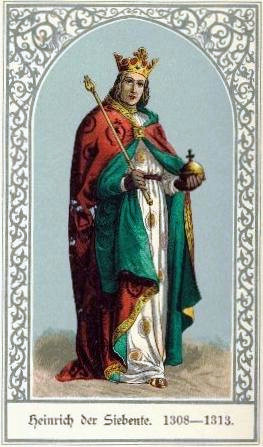
Arrigo VII di Lussemburgo

### Il seggio di Arrigo VII - vv. 124-148
«Nel giallo della rosa sempiterna,

che si digrada e dilata e redole

odor di lode al sol che sempre verna,

qual è colui che tace e dicer vole

mi trasse Beatrice e disse "Mira

quanto è il convento delle bianche stole!»
Beatrice guida Dante nel giallo della rosa paradisiaca; dunque nel centro del circolo di luce. È una rosa, quella, che si allarga e si alza di gradino in gradino ed emana odore di lode a quel Dio che sempre verna, che sempre fa primavera; inoltre la donna lo invita a mirare quanto numeroso sia il consesso dei beati, in cui pochi seggi ancora sono vuoti.
Tra questi scanni vuoti ce n'è uno sul quale il poeta ha fissato lo sguardo, perché contrassegnato da una corona imperiale; la sua donna gli spiega che esso è già stato destinato all'imperatore Arrigo VII, che scenderà a drizzare l'Italia prima che questa sia preparata a correggersi. Quando Arrigo verrà in Italia sarà pontefice uno (Clemente V), che pubblicamente favorirà tale impresa e la osteggerà di nascosto: ma poco dopo (nel 1314) morirà e sarà cacciato nell'Inferno, tra i simoniaci, dove spingerà più in fondo nella buca l'anima di Bonifacio VIII.